# Regressió marina
La regressió marina és un procés geològic que passa quan àrees del llit marí que es van submergir estan exposats per sobre del nivell de mar. L'esdeveniment oposat, transgressió marina, es produeix quan les inundacions del mar cobreixen la terra exposada anteriorment.
L'evidència de transgressions i regressions marines es produeix en tot el registre fòssil, i aquestes fluctuacions es creu que han causat o contribuït a diverses extincions massives, entre ells l'Extinció del Permià-Triàsic (fa 250 milions d'anys) i l'Extinció del Cretaci-Paleogen (fa 66 milions d'anys). En el moment de l'extinció del Permià-Triàsic, l'extinció més gran de la història de la Terra, el nivell del mar mundial va caure a 250 metres
Una regressió important podria causar, en si mateixa, l'extinció d'organismes marins en els mars poc profunds; però, les extincions massives tendeixen a implicar tant a les espècies terrestres i aquàtiques, i és més difícil de veure com una regressió marina podria causar extincions massives d'animals terrestres. La regressió del Permià podria haver estat relacionat amb la formació de Pangea: l'acumulació de totes les principals masses de terra en un cos podria haver facilitat una regressió, proporcionant "una lleugera ampliació de les conques oceàniques quan els grans continents es van unir. No obstant això, aquesta causa no podria haver aplicat en absolut, o fins i tot molts altres casos.
Durant les glaciacions del Plistocè, existia una clara correlació entre les regressions marines i episodis de glaciació; mentre que els canvis d'equilibri entre la criosfera i la hidrosfera global, la major part de l'aigua del planeta en les capes de gel significa menys en els oceans. En l'apogeu de l'última edat de gel, a uns 18.000 anys abans del present, el nivell global del mar va ser de 120 a 130 metres. Més baix que el d'avui. Un període de fred, fa uns 6 milions d'anys, va estar vinculat a un avenç en la glaciació, una regressió marina, i l'inici de la crisi de salinitat del Messinià a la conca mediterrània. Alguns dels principals retrocessos del passat, tanmateix, semblen aliens a episodis de glaciació — la regressió que va acompanyar l'extinció massiva al final del Cretaci és un bon exemple.
Una comprensió clara i segura de les principals regressions marines encara no s'ha aconseguit; d'acord amb una hipòtesi, les regressions poden estar vinculades a una "desacceleració de l'expansió del fons marí, el que porta a una caiguda generalitzada en el nivell del mar (com les dorsals oceàniques que ocupen menys espai) ...." En aquest punt de vista, les principals regressions marines són un aspecte d'una variació normal de les taxes d'activitat tectònica de plaques, que condueixen als principals episodis de vulcanisme global com els trapps de Sibèria i els trapps del Dècan, que al seu torn causen extincions massives.